# 플래허티섬

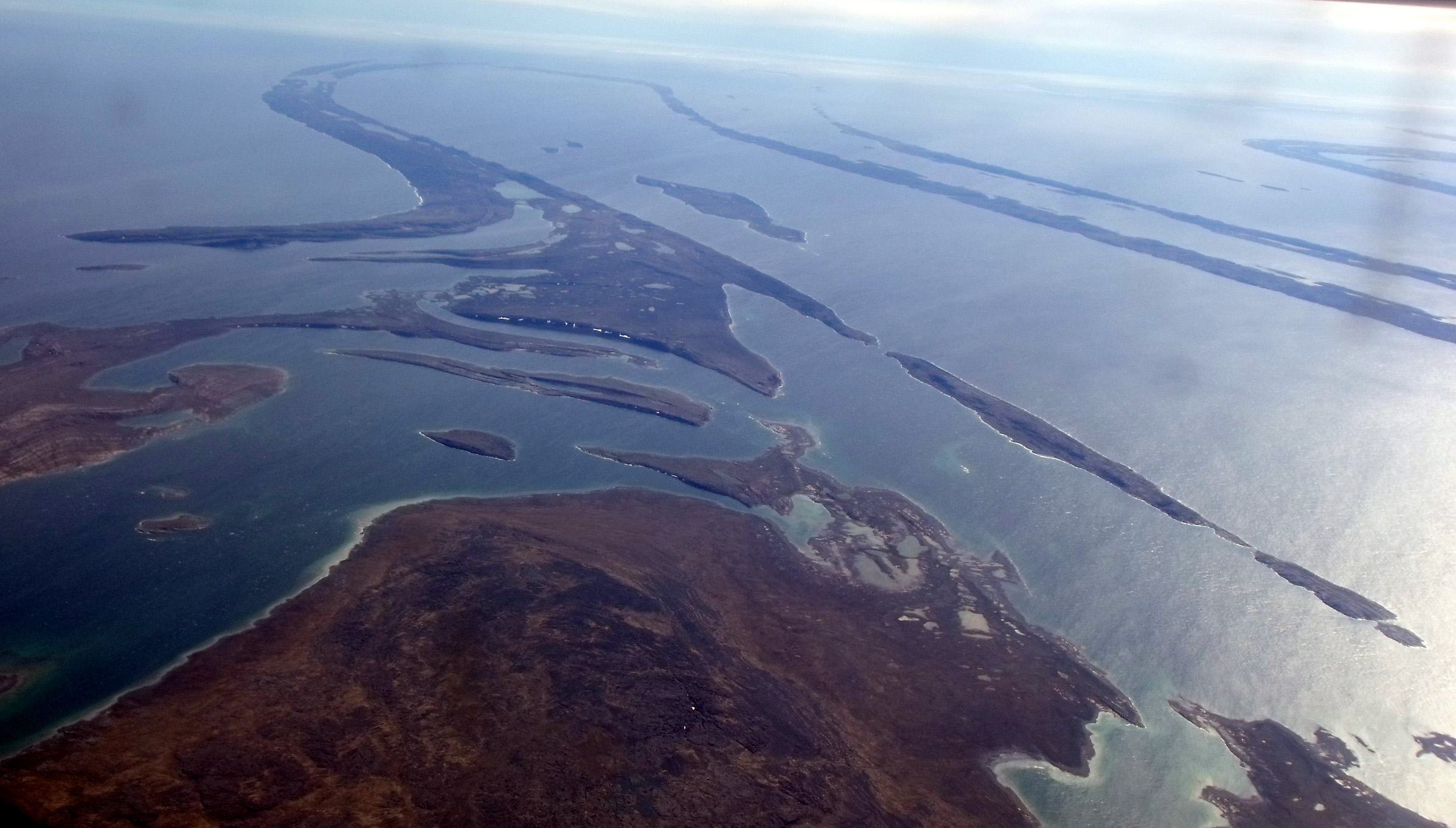
상공에서 남쪽으로 바라본 플래허티섬

플래허티섬(영어: Flaherty Island)는 캐나다 누나부트 준주 키키크탈루크 지역의 허드슨만에 있는 벨저 체도에서 가장 큰 섬이다.
이누이트 공동체인 사니킬루아크는 북쪽 해안에 위치하고 있으며 누나부트 준주 최남단 공동체다.
이 섬의 이름은 로버트 J. 플래허티의 이름을 따서 명명되었다.